# Octavio Díaz
Octavio Juan Díaz (né le 7 octobre 1900 à Rosario en Argentine et mort le 11 novembre 1973) est un joueur de football international argentin, qui évoluait au poste de gardien de but.

## Biographie

### Carrière en sélection
Avec l'équipe d'Argentine, il a disputé 12 matchs (pour 9 buts encaissés) entre 1920 et 1928, et fut notamment dans le groupe des sélectionnés lors de la Copa América de 1927.
Il a également disputé les JO de 1928.

## Palmarès
| Argentine - Copa América (1) : - Vainqueur : 1927. |  | Argentine olympique - Jeux olympiques : - Or : Amsterdam 1928. |